# Méson fi
Não confundir com o Φ−−, anteriormente considerado um pentaquark.
Na física de partículas, o méson fi é  um méson vetorial formado por um quark estranho e um antiquark estranho. O méson fi possui uma massa de 1019,445 ± 0,020 MeV/c².

## Descrição
| Nome da partícula | Símbolo da partícula | Símbolo da antipartícula | Quark constituinte | Massa de repouso (MeV/c²) | IG | JPC | S | C | B' | Vida média (s)         | Decai geralmente para (>5% dos decaimentos)            |
| ----------------- | -------------------- | ------------------------ | ------------------ | ------------------------- | -- | --- | - | - | -- | ---------------------- | ------------------------------------------------------ |
| Méson phi         | φ (1020)             | Ele mesmo                | s                  | 1019,445 ± 0,020          | 0− | 1−− | 0 | 0 | 0  | 1,55 ± 0,01 × 10−22[f] | K+ + K− or K0 S + K0 L or ( ρ + π ) / ( π+ + π0 + π− ) |